# Židovská čtvrť (Lomnice)
Židovská čtvrť v Lomnici je bývalé židovské sídliště severně od historického jádra městysu Lomnice v okrese Brno-venkov. Je tvořena Židovským náměstí, ulicí Josefa Uhra a částí ulice Bakošovec. Od roku 1850 zde fungovala samostatná a samosprávná židovská politická obec, která byla v roce 1919 sloučena s Lomnicí.

## Historie
Židovská komunita v Lomnici vznikla na počátku 18. století, kdy sem přišli Židé z Lysic. Stalo se tak na pozvání hraběte Antonína Amata z rodu Serényiů, kterému patřila obě panství. První zmínky o této plánované kolonizaci pochází z roku 1709. Severně od tehdejšího městečka vznikla v horní části svahu k Besénku urbanisticky samostatná židovská čtvrť, která byla tvořena čtvercovým náměstíčkem (dnes Židovské náměstí) a jednou přístupovou ulicí (dnes ulice Josefa Uhra), která do osady přicházela z horní cesty od křesťanského hřbitova. Nacházelo se zde 35 domů, včetně synagogy, židovské školy s rabinátem, hostince a špitálu s lázní. Většina budov je zachována dodnes.
V roce 1850 vznikla politická obec Lomnice Židovská Obec, která vykonávala samosprávu v lomnické židovské čtvrti. Od 70. let 19. století byla dočasně součástí Lomnice, osamostatnila se opět v 80. letech 19. století. V roce 1919 byla definitivně sloučena s Lomnicí.

## Obyvatelstvo
| Rok            | 1869 | 1880 | 1890 | 1900 | 1910 | 1921 | 1930 | 1950 | 1961 | 1970 | 1980 | 1991 | 2001 | 2011 | 2021 |
| -------------- | ---- | ---- | ---- | ---- | ---- | ---- | ---- | ---- | ---- | ---- | ---- | ---- | ---- | ---- | ---- |
| Počet obyvatel | —    | 270  | 318  | 321  | 296  | —    | —    | —    | —    | —    | —    | —    | —    | —    | —    |
| Počet domů     | —    | 39   | 38   | 39   | 39   | 38   | —    | —    | —    | —    | —    | —    | —    | —    | —    |

Vývoj počtu obyvatel

## Stavby

### Synagoga
Lomnická synagoga byla postavena po příchodu Židů do Lomnice, tedy krátce po roce 1700. Dřevěná stavba byla v letech 1792–1794 nahrazena pozdně barokní synagogou, která stojí na Židovském náměstí dodnes. Využívána byla do začátku druhé světové války, po válce sloužila po desetiletí jako skladiště. V 90. letech 20. století byla rekonstruována a je využívána ke kulturním účelům.

### Židovský hřbitov

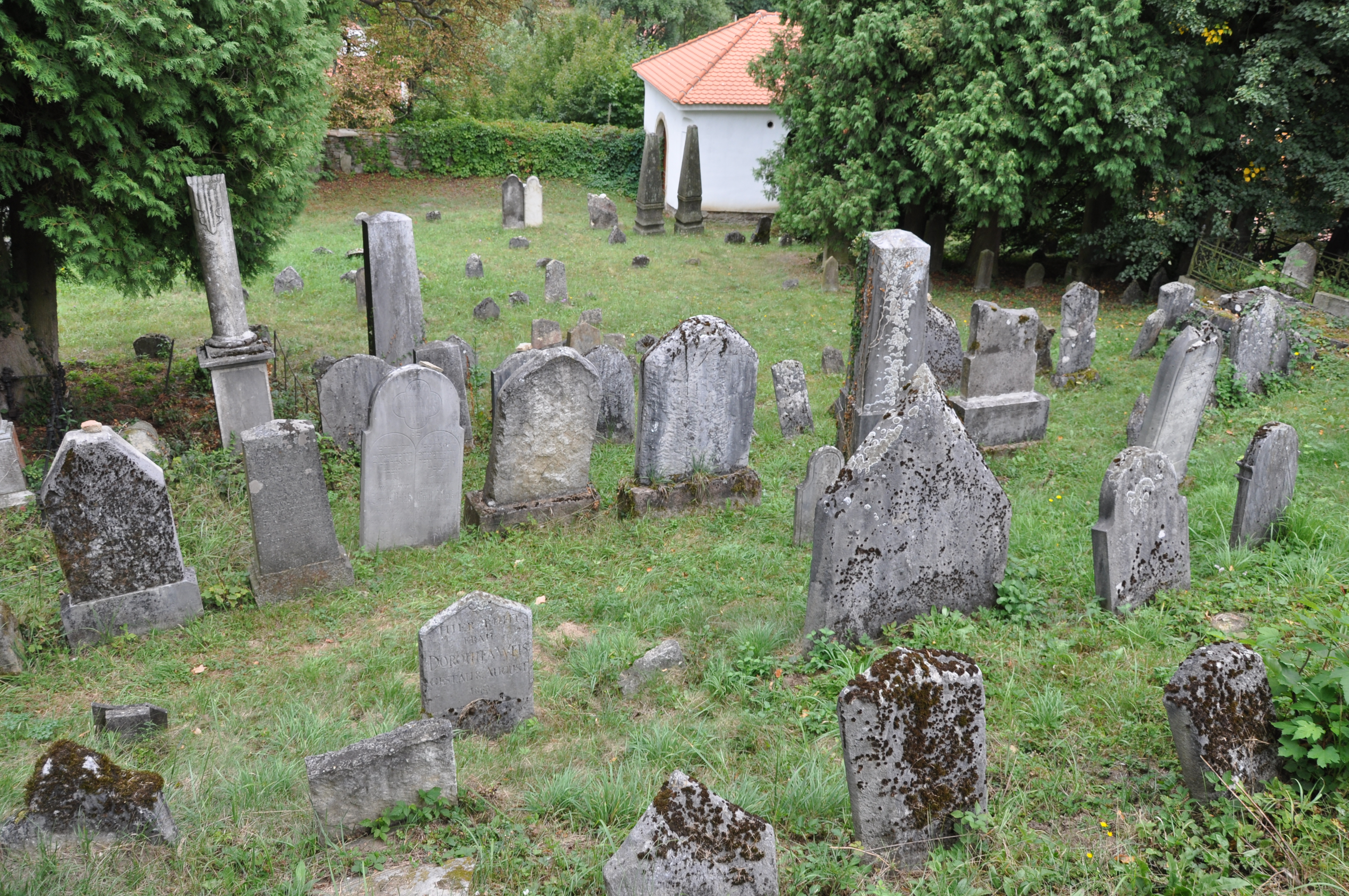
Židovský hřbitov v Lomnici

Židovský hřbitov se nachází severovýchodně od židovské čtvrti, rovněž ve svahu nad Besénkem. Vznikl společně se zdejším židovským osídlením počátkem 18. století, nejstarší dochovaný náhrobek je z roku 1716.